# Güce
Güce là một huyện thuộc tỉnh Giresun, Thổ Nhĩ Kỳ. Huyện có diện tích 408 km² và dân số thời điểm năm 2007 là 8754 người, mật độ 21 người/km².